# معركة سيتكا
معركة سيتكا (1804) كانت آخر مواجهة عسكرية كبيرة مباشرة بين الروس وسكان ألاسكا الأصليين، وبدأت كرد على تدمير مركز تجاري روسي قبل المعركة بسنتين. تمثلت الأطراف المتصارعة بقبيلة كيكس.آدي (أحد الكيكس، الضفدع/الغراب) من شيتكا سياتي (جزيرة بارانوف) التابعة لأمة التلينغيت وعملاء الشركة الروسية الأمريكية بمساعدة القوى البحرية الإمبراطورية الروسية.

## الاستعمار السابق والمقاومة
عاش أفراد قبيلة كيكس.آدي من شعب التلينغيت الأصليين في أجزاء من ذراع ألاسكا (جنوب شرق ألاسكا) ومن ضمنها شيتكا سياتي (المعروفة اليوم باسم جزيرة بارانوف) لنحو 11 ألف سنة. كان ألكسندر بارانوف (مدير الشركة الروسية الأمريكية) أول من زار الجزيرة على متن سفينة إكاترينا في عام 1795 عندما كان يبحث عن مناطق صيد جديدة للقضاعة البحرية. دفع بارانوف للتلينغيت مبلغًا من المال من أجل الحصول على حق استخدام الأرض ومنع «المتطفلين» من ممارسة النشاطات التجارية على الجزيرة.
في السابع من يوليو عام 1799، أبحر بارانوف برفقة 100 روسي إلى بحر سيتكا على متن سفن أولكا وإكاترينا وأوريل وأسطول من 550 قارب صغير يحمل 700 أليوطي و300 من السكان الأصليين.
بغية تجنب المواجهة مع الكيكس.آدي، مرت المجموعة متجاوزة المعسكر الاستراتيجي في أعلى التل حيث أسس التلينغيت حصن نوو تلين (الحصن الكبير)، ورسوا على اليابسة في الخيار الثاني لموقع البناء، شمال المستعمرة بنحو 7 أميال (11 كيلومترًا). يُعرف موقع المستعمرة الروسية في خليج كاتليانسكي «حصن سان مايكل» اليوم باسم خليج ستاريغافان أو الميناء القديم (بالروسية старая гавань). تكون المقر من مستودع كبير وورشة حدادة وحظيرة وبرج مراقبة وحمام ومقر للصيادين ومسكن لبارانوف.
بالرغم من أن الكولوشي (وهو الاسم الروسي لشعب التلينغيت، اعتمادًا على اسمهم بلغة الأليوطيين) رحبوا في البداية بالوافدين الجدد، ازدادت عدائيتهم تجاه الروس بسرعة خلال فترة قصيرة. اعترض الكيكس.آدي على عادة التجار الروس باتخاذ نساء من السكان الأصليين كزوجات لهم، ولاقوا استهزاء مستمرًا من قبائل التلينغيت الأخرى التي نظرت إلى أهل سيتكا كعبيد للوافدين الغرباء. أدرك الكيكس.آدي أن الوجود المستمر للروس تطلب منهم إعلان الولاء للقيصر الروسي، وبالتالي كان من المتوقع منهم تقديم العمل المجاني للشركة. نتيجة ذلك تصاعدت المنافسة بين المجموعتين المتصارعتين حول موارد الجزيرة بشكل مشابه.

### معركة عام 1802
بالرغم من قيام التلينغيت بعدد من الهجمات الفاشلة على المقر الروسي خلال شتاء عام 1799، ازدهرت الأعمال التجارية بعد ذلك بفترة قصيرة. تطلبت بعض القضايا المستعجلة عودة بارانوف إلى كودياك (عاصمة أمريكا الروسية في ذلك الوقت) في عام 1800، وبقي في الجزيرة 25 روسي و55 أليوطي تحت قيادة فاسيلي جي. ميدفيدنيكوف. في ربيع عام 1802، ازداد تعداد سكان حصن سان مايكل إلى 29 روسي و3 منشقين بريطانيين و200 أليوطي وبعض نساء الكودياك. يشاع أن البريطانيين (تحت رعاية شركة هادسون باي) عقدوا اجتماعًا مع قبائل التلينغيت الشمالية في أنغون عام 1801 عارضين من خلاله تقديم البنادق والبارود مقابل الحقوق الحصرية لتجارة الفرو.
في يونيو عام 1802، هاجمت مجموعة من محاربي التلينغيت الحصن الروسي في منتصف النهار. بقيادة سكاوتليلت وكوتليان، قتلت المجموعة المهاجمة الكثيرين ونهبت جلود القضاعة البحرية وأحرقت المستعمرة بالإضافة إلى إحدى السفن التي كانت قيد البناء. وصل بعض الروس والأليوطيين الذين كانوا بعيدين عن الموقع -أو هربوا إلى الغابة- إلى مكان آمن وأخبروا الآخرين بأخبار الهجوم. ألقى القبطان البريطاني هنري باربر القبض على قادة المجموعة وأنقذ 3 روس و20 من السكان الأصليين واستعاد الكثير من الجلود المنهوبة. بعد ذلك أبحر إلى كودياك، حيث سلم الناجين وبلغ عن الهجوم إلى بارانوف في الرابع والعشرين من يونيو، حصل باربر على 10 آلاف روبل لقاء إعادة المستعمرين (وهي مجرد 20% من مطلبه الأصلي).

## الانتقام الروسي
بعد انتصار كيكس.آدي، حث ستونوك شامان التلينغيت شعبه على إنشاء حصن آخر قادر على مواجهة قذائف المدافع ومزود بموارد مائية كافية إذ كان واثقًا من عودة الروس خلال فترة وجيزة. على الرغم من المعارضة الشديدة في البداية، لكن رغبة الشامان تحققت، وبدأ الكيكس.آدي التحضير للحرب. أرسل السيتكا رسائل إلى حلفائهم طلبًا للمساعدة لكن أيًا منهم لم يكن قادمًا، وبذلك أصبحوا لوحدهم في مواجهة الأسطول الروسي.
قرر التلينغيت إنشاء حصن بأبعاد 240 × 165 قدمًا (73 × 50 مترًا) دعوه باسم شيسغي نوو (حصن الشتلات الصغيرة) على موقع خط مائي عالٍ قرب منبع النهر الهندي من أجل استغلال الشاطئ الحصوي الطويل، أملوا أن المياه الضحلة ستمنع السفن الروسية من مهاجمة الحصن عن قرب. استُخدم نحو 1000 جذع شجرة تنوب أصلية في بناء 14 مبنى (باربارات) وأحاط بها سور ثخين من الأوتاد الخشبية.
كانت الخطة الحربية للكيكس.آدي بسيطة؛ يجسون نبض الروس في حصن نوو تلين ثم ينسحبون بشكل استراتيجي إلى المأمن في الحصن الجديد. عاد بارانوف إلى بحر سيتكا في أواخر سبتمبر من عام 1804 على متن الحراقة البحرية نيفا تحت قيادة الرائد يوري فيودوروفيتش ليسيانسكي. اصطحبت نيفا سفينة الإرماك ومركبا إبحار مسلحين أصغر حجمًا يحملان 150 من البروميشلينيك (تجار الفرو) برفقة 400 إلى 500 من الأليوطيين على متن 250 مركب إبحار صغير.
في هذه المواجهة، فضل الحظ الروس من البداية، في التاسع والعشرين من سبتمبر، نزل الروس إلى البر في موقع القرية الشتوية، دعا ليسيانسكي المكان باسم نوفو أركانجل سكايا ميخايلوفسكايا (أو مدينة الملاك سان مايكل الجديدة نسبة إلى كبرى مدن المنطقة حيث ولد الحاكم بارانوف. أرسل بارانوف مبعوثيه إلى مستعمرة التلينغيت مباشرة من أجل تقديم عروض التفاوض حول موقع نوو تلين رُفضت جميعها. كان التلينغيت يهدفون فقط إلى المماطلة مع الروس لوقت كافٍ بغية السماح للسكان الأصليين بالانسحاب من قريتهم الشتوية والاستقرار في حصن الشتلات دون أن يلاحظ الأسطول المعادي.
لكن وعندما أرسل الكيكس.آدي مجموعة صغيرة مسلحة من أجل إحضار مخزونهم الاحتياطي من البارود من جزيرة في خليج جيمس تاون القريب، لوحظت المجموعة (التي اختارت عدم الانتظار حتى المساء للانتقال تحت جنح الظلام، بل عادت في وضح النهار) من قبل الروس الذين انخرطوا معها في اشتباك ناري قصير. أصابت رصاصة طائشة قارب الكانو الذي استخدمه التلينغيت من أجل نقل البارود مما سبب اشتعال الحمولة وانفجار القارب. عندما تبدد الدخان بدا واضحًا أنه لم يبق أحد من طاقم الرحلة المكونين من شباب يمثلون نخبة كل عائلة (جميعهم زعماء قبائل مستقبليون) على قيد الحياة بعد الهجوم. أعلم مبعوثو بارانوف التلينغيت أن السفن الروسية سوف تبدأ بإطلاق النار على الحصن الجديد قريبًا.

### اليوم الأول
في أول أكتوبر (أو نحو ذلك)، سُحبت نيفا من قبل الأليوطيين من بحر كريستوف وصولًا إلى المياه الضحلة قرب بداية النهر الهندي. هاجمت مجموعة الإنزال البحري الروسية -التي قادها بارانوف وجمعت نحو 150 رجل- مجمع التلينغيت، لكنها قوبلت برشقات نارية مستمرة. شعر الأليوطيون بالرعب وافترقت صفوفهم منسحبين إلى الشاطئ حيث انتظرتهم قواربهم.
انطلق محاربو الكيكس.آدي تحت قيادة زعيمهم كاتليان -مرتديًا قناع الغراب ومسلحًا بمطرقة حداد- من حصن شيسكي نوو واشتبك مع المجموعة المهاجمة في قتال يدوي، انطلقت مجموعة ثانية من التلينغيت من الغابات المجاورة منفذين خطة الكماشة. أصيب بارانوف إصابة خطرة وانسحب الروس إلى حافة الشاطئ، عندها أطلقت نيفا النار من أجل توفير التغطية اللازمة للانسحاب. قُتل 12 مهاجمًا وأصيب الكثير بجروح خلال القتال بالسلاح الأبيض، وأُجبر الروس على التخلي عن الكثير من أسلحة المدفعية الصغيرة على الشاطئ. يذكر ليسيانسكي مقتل شخصين فقط، لكنه يذكر إصابة 14 (أحدهم بشكل مميت)، وأنهم تمكنوا من الحفاظ على الأسلحة النارية.
في تلك الليلة، احتفل التلينغيت بإنجازهم في رد الهجوم الروسي.